# Христос Тендзос
Христос Константину Тендзос (на гръцки: Χρήστος Τέντζος или Χρήστος Τέντσιος του Κωνσταντίνου) е гъркомански революционер и политик, деец на Гръцката въоръжена пропаганда в Македония от началото на XX век.

## Биография
Роден е в 1891 година като Христо Константинов Тенчов в зъхненското село Карлъково, тогава в Османската империя. Като ученик още се присъединява към гръцката пропаганда и влиза в четата на Дукас Гайдадзис, която се сражава с българските чети на ВМОРО в района на Кушница. Завършва гимназия на Корфу. През 1908 година завършва гимназия в Атина. При избухването на Балканската война в 1912 година е в доброволческата чета на Константинос Мазаракис, Георгиос Янглис и Дукас. По-късно завършва право и работи като адвокат в Драма, Солун и Атина. От 31 март 1933 до 1934 година е номарх на ном Сяр. Той е избран за депутат от Драма за първи път през 1932 година и след това с Народната партия (Общия народен радикален съюз) през 1936 година. По-късно по време на окупацията през Втората световна война е секретар на министерството на Македония.